# 香川県の市町村章一覧
香川県の市町村章一覧（かがわけんのしちょうそんしょういちらん）は、香川県内の市町村に制定されている、あるいは制定されていた市町村章の一覧である。なお、一覧の順序は全国地方公共団体コード順による。廃止された市町村章は廃止日から順に掲載している。

## 市部
| 市         | 市章 | 由来                                            | 制定日         | 備考                                                                              |
| ---------- | ---- | ----------------------------------------------- | -------------- | --------------------------------------------------------------------------------- |
| 高松市     |      | 「高」の字の周辺に4本の松葉で菱形に囲ったもの   | 1894年4月27日  | 色は緑色が使用されているときがある                                                |
| 丸亀市     |      | 旧・丸亀・綾歌・飯山の合併前の3市町を表している | 2005年3月22日  | 亀甲を円形に図案化、色は青色が指定されている 2代目の市章である                    |
| 坂出市     |      | 「出」を図案化したもの                          | 1942年7月1日   | 市旗は濃紺に白抜きだが市章単体では（慣例上）青色を使用。                          |
| 善通寺市   |      | 「ゼ」を図案化したもの                          | 1954年10月4日  |                                                                                   |
| 観音寺市   |      | 「K」を図案化したもの                           | 2005年10月11日 | 色は緑色・橙色・青色が指定されている 2代目の市章である                            |
| さぬき市   |      | 「S」を表したもの                               | 2003年2月10日  | 色は青色と緑色が指定されている                                                    |
| 東かがわ市 |      | 「ひ」を図案化したもの                          | 2003年4月1日   | 色は青色と緑色が指定されている 2002年10月24日に公表され、2003年4月1日に制定される |
| 三豊市     |      | 「三」を図案化し、「海」と「山」を表している    | 2006年1月1日   | 色は丸は青色・「三」は緑色・山は白色が指定されている                              |

## 町村部
| 郡       | 町村       | 町村章 | 由来                                                                                 | 制定日         | 備考                                                                                    |
| -------- | ---------- | ------ | ------------------------------------------------------------------------------------ | -------------- | --------------------------------------------------------------------------------------- |
| 小豆郡   | 土庄町     |        | 「との」を図案化したもの                                                             | 1963年1月1日   |                                                                                         |
| 小豆郡   | 小豆島町   |        | 「小」を表したもの                                                                   | 2006年3月21日  | 色は緑色と青色が指定されている                                                          |
| 木田郡   | 三木町     |        | 「三木」を図案化したもの                                                             | 1955年10月1日  | 色は赤色が指定されている                                                                |
| 香川郡   | 直島町     |        | ヤマツツジを表したもの                                                               | 1989年11月3日  | 2代目の町章である                                                                       |
| 綾歌郡   | 宇多津町   |        | 「ウ」を図案化したもの                                                               | 1964年10月17日 |                                                                                         |
| 綾歌郡   | 綾川町     |        | 「a」に「川」の流れを組み合わせたもの                                                | 2006年3月21日  | 色は紺色・青色・水色が指定されている 2005年9月28日に公表され、2006年3月21日に制定される |
| 仲多度郡 | 琴平町     |        | 「コ」「ト」「ヒ」の三字を合体させて近代的に意匠化し、全体で「ことひら」を表したもの | 1972年12月1日  | 1972年12月18日に決議される                                                              |
| 仲多度郡 | 多度津町   |        | 「タ」を図案化したもの                                                               | 1950年4月      |                                                                                         |
| 仲多度郡 | まんのう町 |        | 「マ」を図形化したもの                                                               | 2006年3月20日  | 2005年9月28日に公表され、2006年3月20日に制定される                                      |

## 廃止された市町村章
| 市郡     | 町村     | 市町村章 | 由来                                                               | 制定日         | 廃止日         | 備考                                                             |
| -------- | -------- | -------- | ------------------------------------------------------------------ | -------------- | -------------- | ---------------------------------------------------------------- |
| 香川郡   | 直島町   |          | 「な」とその周りに「和（輪）」を囲み図案化したもの                 | 1954年4月1日   | 1989年11月3日  | 初代の町章である                                                 |
| 大川郡   | 津田町   |          | 「ツ」を図案化したもの                                             | 1959年2月1日   | 2002年4月1日   |                                                                  |
| 大川郡   | 大川町   |          | 「大川」を図案化したもの                                           | 1961年9月1日   | 2002年4月1日   |                                                                  |
| 大川郡   | 志度町   |          | 「じど」を図案化したもの                                           | 1959年7月      | 2002年4月1日   |                                                                  |
| 大川郡   | 寒川町   |          | 「サ」を図案化したもの                                             | 1969年4月1日   | 2002年4月1日   |                                                                  |
| 大川郡   | 長尾町   |          | 「長」を略したもの                                                 | 1960年4月      | 2002年4月1日   |                                                                  |
| 大川郡   | 引田町   |          | 鳩が羽ばたく姿と「ひ」を図案化したもの                             | 1968年4月1日   | 2003年4月1日   |                                                                  |
| 大川郡   | 白鳥町   |          | 「シ」を片翼的に図案化したもの                                     | 1960年4月1日   | 2003年4月1日   |                                                                  |
| 大川郡   | 大内町   |          | 「大内」を図案化したもの                                           | 1958年7月1日   | 2003年4月1日   |                                                                  |
| 丸亀市   |          |          | 丸亀藩京極氏の馬印として用いられていたものを使ったもの             | 1900年1月1日   | 2005年3月22日  | 丸亀町章として制定され、市制施行後に初代の市章として制定された   |
| 綾歌郡   | 飯山町   |          | 「は」・「ん」・「几」と山の絵を意匠化したもの                     | 1966年1月1日   | 2005年3月22日  |                                                                  |
| 綾歌郡   | 綾歌町   |          | 「ア、ヤ」を図案化したもの                                         | 1973年4月1日   | 2005年3月22日  |                                                                  |
| 香川郡   | 塩江町   |          | 「し」を図案化したもの                                             | 1963年4月1日   | 2005年9月26日  |                                                                  |
| 観音寺市 |          |          | 寛永通宝を表したもの                                               | 1957年4月1日   | 2005年10月11日 | 観音寺町章として制定され、市制施行後に初代の市章として制定された |
| 三豊郡   | 大野原町 |          | 上部は「大」を下部は「の」を表したものを図案化したもの             | 1970年5月14日  | 2005年10月11日 |                                                                  |
| 三豊郡   | 豊浜町   |          | 「とよはま」の「と、ヨ」を図案化したもの                           | 1974年4月1日   | 2005年10月11日 |                                                                  |
| 三豊郡   | 高瀬町   |          | 「た」を図案化したもの                                             | 1962年9月10日  | 2006年1月1日   |                                                                  |
| 三豊郡   | 山本町   |          | 「山」を象ったもの                                                 | 1957年11月3日  | 2006年1月1日   |                                                                  |
| 三豊郡   | 豊中町   |          | 「T」を象ったもの                                                  | 1968年12月2日  | 2006年1月1日   |                                                                  |
| 三豊郡   | 仁尾町   |          | 江戸時代は「仁保」と呼ばれていたことから、「ニホ」を図案化したもの | 1924年4月1日   | 2006年1月1日   |                                                                  |
| 三豊郡   | 財田町   |          | 「サ」を図案化したもの                                             | 1969年12月19日 | 2006年1月1日   | 財田村章として制定され、町制施行後に継承された                   |
| 三豊郡   | 三野町   |          | 「み」を図案化したもの                                             | 1965年4月      | 2006年1月1日   |                                                                  |
| 三豊郡   | 詫間町   |          | 「タクマ」を図案化したもの                                         | 1961年1月1日   | 2006年1月1日   |                                                                  |
| 木田郡   | 庵治町   |          | 「ア」を図案化したもの                                             | 1978年4月1日   | 2006年1月10日  |                                                                  |
| 木田郡   | 牟礼町   |          | 「ムレ」を図案化したもの                                           | 1962年1月1日   | 2006年1月10日  |                                                                  |
| 香川郡   | 香川町   |          | 三本の円と「香」を配したもの                                       | 1956年2月11日  | 2006年1月10日  |                                                                  |
| 香川郡   | 香南町   |          | 全体を円で囲み、「こ」と上向きの矢印で表したもの                   | 1959年9月25日  | 2006年1月10日  |                                                                  |
| 綾歌郡   | 国分寺町 |          | 内側と外側に「円」を表し、外側の円は四つの切れ目を入れているもの   | 1955年4月1日   | 2006年1月10日  |                                                                  |
| 仲多度郡 | 満濃町   |          | 「満の」を図案化したもの                                           | 1956年9月30日  | 2006年3月20日  |                                                                  |
| 仲多度郡 | 仲南町   |          | 「仲」を図案化したもの                                             | 1968年10月1日  | 2006年3月20日  | 仲南村章として制定され、町制施行後に継承された                   |
| 仲多度郡 | 琴南町   |          | 「コト」を組み合わせ、全体として「南」を意匠化したもの             | 1966年9月29日  | 2006年3月20日  |                                                                  |
| 綾歌郡   | 綾上町   |          | 「上」を飛ぶ鳥の形に図案化したもの                                 | 1967年11月3日  | 2006年3月21日  |                                                                  |
| 綾歌郡   | 綾南町   |          | 「リナ」を組み合わせたもの                                         | 1972年1月1日   | 2006年3月21日  |                                                                  |
| 小豆郡   | 内海町   |          | 「内」を図案化したもの                                             | 1953年6月1日   | 2006年3月21日  | 1983年4月1日に告示される                                         |
| 小豆郡   | 池田町   |          | 全体は鳩を表し、「い」を図案化したもの                             | 1971年1月1日   | 2006年3月21日  |                                                                  |

### 書籍
- 小学館辞典編集部 編『図典 日本の市町村章』（初版第1刷）小学館、2007年1月10日。ISBN 4095263113。
- 中川幸也『シリーズ人間とシンボル第2号「都市の旗と紋章」』中川ケミカル、1987年10月11日。
- 近藤春夫『都市の紋章 : 一名・自治体の徽章』行水社、1915年。NDLJP:955061
- 丹羽基二『日本の市章 （西日本）』保育社、1984年5月5日。
- 望月政治『都章道章府章県章市章のすべて』日本出版貿易株式会社、1973年7月7日。
- NHK情報ネットワーク『NHKふるさとデータブック8 [四国]』日本放送協会、1992年5月1日。

### 自治体書籍
- 小豆島町役場『小豆島町例規集』香川県小豆郡小豆島町。
- 大川町史編集委員会『大川町史』香川県大川郡大川町、1978年2月。
- 志度町役場『志度町例規集』香川県大川郡志度町。
- 寒川町役場『寒川町例規集』香川県大川郡寒川町。
- 丸亀市役所『旧・丸亀市例規集』香川県丸亀市。
- 綾歌町役場『綾歌町例規集』香川県綾歌郡綾歌町。
- 観音寺市役所『旧・観音寺市例規集』香川県観音寺市。
- 大野原町役場『大野原町例規集』香川県三豊郡大野原町。
- 豊浜町役場『豊浜町例規集』香川県三豊郡豊浜町。
- 高瀬町役場『高瀬町例規集』香川県三豊郡高瀬町。
- 豊浜町役場『豊浜町例規集』香川県三豊郡豊浜町。
- 山本町役場『山本町例規集』香川県三豊郡山本町。
- 財田町役場『財田町例規集』香川県三豊郡財田町。
- 詫間町役場『詫間町例規集』香川県三豊郡詫間町。
- 三野町役場『三野町例規集』香川県三豊郡三野町。
- 庵治町役場『庵治町例規集』香川県木田郡庵治町。
- 内海町役場『内海町例規集』香川県小豆郡内海町。
- 満濃町史編集委員会『新修満濃町誌』香川県仲多度郡満濃町、2005年5月。
- 仲南町史編集委員会『仲南町誌』香川県仲多度郡仲南町、1982年3月。
- 琴南町史編集委員会『琴南町誌』香川県仲多度郡琴南町、1986年1月。
- 琴南町史編集委員会『続・琴南町誌』香川県仲多度郡琴南町、2006年1月。